# Kanton Roquevaire
Kanton Roquevaire is een voormalig kanton van het Franse departement Bouches-du-Rhône. Het kanton maakte deel uit van het arrondissement Marseille. Het werd opgeheven bij decreet van 27 februari 2014, met uitwerking op 22 maart 2015. De gemeenten werden toegevoegd aan het kanton Allauch, met uitzondering van Roquevaire dat werd toegevoegd aan het kanton Aubagne.

## Gemeenten
Het kanton Roquevaire omvatte de volgende gemeenten:
- Auriol
- Belcodène
- Cadolive
- Gréasque
- La Bouilladisse
- La Destrousse
- Peypin
- Roquevaire (hoofdplaats)
- Saint-Savournin